# Distephanus angolensis
Distephanus angolensis là một loài thực vật có hoa trong họ Cúc. Loài này được (O.Hoffm.) H.Rob. & B.Kahn mô tả khoa học đầu tiên năm 1986.